# Uganda Christian University
De Uganda Christian University (UCU) (Christelijke Universiteit van Oeganda) is een private universiteit in de Oegandese stad Mukono. De universiteit is gelieerd aan de Anglicaanse Kerk van Oeganda.
De universiteit is in 1997 opgericht door de Anglicaanse Kerk van Oeganda toen het Bishop Tucker Theological College omgevormd werd in een universiteit. In 2004 werd de universiteit erkend door de Oegandese overheid. De hoofdvestiging van de universiteit bevindt zich in Mukono en er zijn nevenvestigingen in Kabale, Mbale, Kampala en Arua.  

## Faculteiten en instituten
De universiteit bestaat uit de volgende onderdelen:
- Faculteit landbouwkunde
- Faculteit sociale wetenschappen
- Faculteit ingenieurswetenschappen, ontwerp en techniek
- Faculteit onderwijs
- Faculteit journalistiek. media en communicatie
- Faculteit geneeskunde
- Faculteit tandheelkunde
- Faculteit publieke gezondheidszorg, verpleegkunde en verloskunde
- School of Business
- Bishop Tucker School voor godgeleerdheid
- School of Research and Postgraduate Studies